# Sandro Lombardi
Sandro Lombardi (* 12. Juli 1986 in Zürich) ist ein ehemaliger schweizerisch-italienischer Fussballspieler.

## Karriere
In seiner Jugend spielte Lombardi bei den Grasshoppers in Zürich. Profi wurde er beim FC Winterthur, für den er fünf Saisons spielte. Nach einem zweijährigen Gastspiel in Italien beim Aurora Pro Patria in der Serie C, wechselte er wieder zurück in die Schweiz zum FC Wil, für den er für vier Saisons spielte. 2014 erzielte er das Tor, das zum «Tor der Vorrunde 2014/15» gekürt wurde. Anschliessend spielte er für eine halbe Saison beim FC Lugano,  wechselte schliesslich aber wieder zurück zum FC Wil. 2019 beendete er dort seine Karriere als Captain.